# 阿馬杜·奧納納
阿馬杜·奧拿拿（法語：Amadou Onana；2001年8月16日—），比利時足球運動員，司職中場，現效力英超球會阿士東維拉。比利時國家足球隊成員。
奧拿拿在塞內加爾的達喀爾出生，他的母親是塞內加爾人，父親是喀麥隆人。

## 俱樂部生涯
據里爾官方消息，從漢堡簽下了比利時青年國腳阿馬杜·奧納納。奧納納將和里爾簽約5年，他的轉會費則為700萬歐元外加附加條款。

## 外部連結
- 阿馬杜·奧納納－UEFA國際賽競賽紀錄
- Amadou Onana （页面存档备份，存于） at kicker.de
- Belgium profile （页面存档备份，存于） at Belgian FA